# Marcel Baron
Pour les articles homonymes, voir Baron.
Marcel Baron, né le 5 décembre 1902 à Buis-les-Baronnies, dans la Drôme, et mort le 14 décembre 1989 à Paris 14e, est un homme politique français.

## Biographie
Marcel Baron fait ses études à l'école normale supérieure de l'enseignement technique et obtient le certificat d'aptitude à l'enseignement des matières commerciales dans les collèges d'enseignement technique.
Il travaille dans les lycées français de Salonique, de Beyrouth et du Caire, avant de devenir directeur du centre d'apprentissage de Montreuil (Seine).

## Détail des fonctions et des mandats
Mandat parlementaire
- 6 février 1947 - 19 novembre 1948 : Sénateur des Français résidant à l'étranger (Français d'Asie et d'Océanie).